# Jednotní
Jednotní (založeno jako Jednotní Alternativa pro Patrioty) bylo politické hnutí, založené bývalými členy hnutí Svoboda a přímá demokracie – Tomio Okamura z Moravskoslezského kraje (z nichž byli tři poslanci Poslanecké sněmovny Parlamentu České republiky), kteří z hnutí odešli kvůli ideovým neshodám s vedením.

## Vývoj hnutí
Hnutí bylo zaregistrováno 15. března 2019. O několik týdnů později při ustavující konferenci hnutí byla Lubomíru Volnému nabídnuta funkce předsedy, kterou přijal. Hnutí mělo podle Volného ambice zúčastnit se voleb do Evropského parlamentu jako sjednotitel patriotických hnutí v Česku. Volný také uvedl, že chce, aby bylo hnutí při prosazování svých cílů a postojů důslednější než SPD.[zdroj⁠?!]
V září 2020 byla novou předsedkyní hnutí zvolena Pynelopi Cimprichová.
V únoru 2021 přestoupili poslanci Volný a Bojko do strany Volný blok.
Od 28. února 2021 byl předsedou Martin Šatný. Dne 12. února 2022 bylo rozhodnuto o dobrovolném rozpuštění s likvidací a 30. března 2022 bylo hnutí vymazáno z rejstříku stran a hnutí.

## Předcházející události
Vzniku hnutí předcházela série událostí, týkajících se sporu mezi předsedou SPD Tomiem Okamurou a členy moravskoslezské organizace SPD, kteří usnesením krajské konference a ústy Lubomíra Volného požadovali refinancování krajských organizací (reakce na pražskou komunální kampaň, na niž vedení vyčlenilo 10 milionů Kč a která získala pro hnutí pouhé dva zastupitele, zatímco Moravskoslezský kraj s kampaní, na kterou vedení vyčlenilo 450 tisíc Kč, získal 52 zastupitelů), demokratizaci stanov (aby bylo zabráněno dalšímu neefektivnímu nakládání s financemi hnutí) a demokratické primárky pro volby do europarlamentu, které nakonec neproběhly. Kandidát MSK byl dosazen republikovým vedením bez souhlasu řádných členů kraje. Na to Okamura reagoval rozpuštěním moravskoslezské buňky, v jejímž čele stál právě Volný. Lubomír Volný nakonec z SPD vystoupil poté, co nové vedení moravskoslezské organizace SPD začalo spolupracovat s vyloučeným členem SPD Milanem Kuchárem, který na internetu sdílel fotky Adolfa Hitlera s nápisem Cikáni do sprch.[zdroj⁠?!] Ze stejného důvodu vystoupili i poslanci Marian Bojko a Ivana Nevludová.[zdroj⁠?!]

## Seznam předsedů
- Lubomír Volný (7. dubna 2019 –⁠ 6. září 2020)
- Pynelopi Cimprichová (6. září 2020 –⁠ 28. února 2021)
- Martin Šatný (28. února 2021 –⁠ 30. března 2022)